# Taraxacum alpicola
Taraxacum alpicola, vrsta maslačka raširenog po japanskom otoku Honshu. Pripada sekciji Borealia.

## Sinonimi
- Taraxacum japonense Nakai ex Koidz.
- Taraxacum shiroumense Koidz.